# Korps-Fuselierregiment Großdeutschland
Het Korps-Fuselierregiment Großdeutschland / Musketierregiment Großdeutschland was een Duitse eenheid van de Wehrmacht in de Tweede Wereldoorlog. Dit regiment werd in de laatste maanden van de oorlog ingezet in Oost-Pruisen en daar vernietigd.

## Voorgeschiedenis
Op 20 december 1944 werd Korps-Fuselierregiment Großdeutschland opgericht in Oost-Pruisen bij Rastenburg/Sensburg. Het 1e bataljon werd gevormd door omdopen van het 3e bataljon van Grenadierregiment Großdeutschland en het 2e bataljon werd gevormd uit het 3e bataljon van Jäger-Regiment 1 Brandenburg plus delen van 3e bataljon van Jäger-Regiment 2 Brandenburg. Het regiment was opgezet als Korpstruppe van het zich in oprichting bevindende Pantserkorps Großdeutschland.

## Inzet van het regiment
Bij het begin van het Oost-Pruisenoffensief van het Rode Leger op 13 januari werden de Sovjets meteen tegemoet te treden. Maar al aan het eind van de volgende dag werd het grootste deel van het korps op transport gezet naar Łódź en het regiment bleef achter bij Pantsergrenadierdivisie Großdeutschland. Met deze divisie werd het regiment teruggedreven in de Heiligenbeil-pocket. Op 29 maart werden de laatste resten van het regiment geëvacueerd over het Frisches Haff naar Pillau.

## Musketierregiment Großdeutschland
Die nieuwe naam was onderdeel van het zorgvuldig gecreëerde imago van Großdeutschland. Het regiment werd vernoemd naar de musketier, een soldaat bewapend met een lontslotmusket. 
Vandaar werd het regiment opnieuw opgericht onder zijn nieuwe naam (voornamelijk uit tankbemanningen die geen tanks meer hadden) en ingezet in de gevechten op Samland. Tegen 25 april 1945 had het regiment op Samland en in Pillau zulke zware verliezen geleden, dat deze eigenlijk opgehouden had te bestaan. De schamele resten van het regiment werden per schip geëvacueerd naar Hela en vandaar naar Bornholm en Fehmarn en capituleerden daar voor Britse strijdkrachten.

## Speciale merktekens

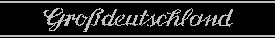
Mouwstreep “Großdeutschland” in oud Latijns schrift

Om de elitestatus van de eenheid te benadrukken, mocht zij speciale insignes dragen; De bekendste was een belettering met het woord “Großdeutschland” in Sütterlin-schrift of Oud-Latijns schrift. Deze mouwstreep werd twaalf centimeter boven de onderkant van de mouw gedragen. Omdat de eenheid tot de Wehrmacht behoorde en niet tot de Waffen-SS, droegen de soldaten de mouwstreep op hun rechtermouw. Een ander speciaal kenmerk was een ineengestrengelde “GD” die op de epaulet ten was aangebracht. Er waren ook langere kraagvlechten gepland. Alle voertuigen in de Divisie Großdeutschland droegen een ‘witte stalen helm’, zijdelings afgebeeld, van rechts naar links gericht.

## Samenstelling
Korps-Fuselierregiment Großdeutschland
- 2 bataljons met elk vijf compagnieën (waarbij de eerste 3 compagnieën uitgerust waren met fietsen, de 4e compagnie was een luchtafweercompagnie en de 5e compagnie was een mortiercomapgnie)
- 11e (sIG) compagnie

Musketierregiment Großdeutschland
- 1 bataljon

## Commandanten
| Rang | Naam     | Begin | Eind |
| ---- | -------- | ----- | ---- |
|      | onbekend |       |      |